# Isola d'Asti
Isola d'Asti je mesto v Italiji, 15 km  južno od  Asti. Ima 1.120 oz. 2.040 prebivalcev.

## Rojeni v Isola d'Asti
- Angelo Sodano (1927-2022) rimskokatoliški kardinal